# アンヘル・ラブルナ
アンヘル・アマデオ・ラブルナ（Ángel Amadeo Labruna, 1918年9月28日 - 1983年9月20日）は、アルゼンチン・ブエノスアイレス出身のサッカー選手、サッカー指導者。ポジションはフォワード。1940年代に「ラ・マキナ（機械）」と呼ばれたCAリーベル・プレートの一員である。
CAインデペンディエンテなどに所属したアルセニオ・エリコと並び、アルゼンチンリーグの最多得点記録者でもある。

## 経歴
1939年6月18日、CAリーベル・プレートでアルゼンチンリーグデビュー。その後20年に亘って所属して9度のリーグ優勝を果たし、1943年と1945年にはそれぞれ23得点と25得点を挙げて個人としてもリーグ得点王にも2度輝いた。また、ボカ・ジュニアーズとのスーペルクラシコでも通算16得点を記録した。アドルフォ・ペデルネラ、ホセ・マヌエル・モレノ、フェリックス・ロウスタウ、フアン・カルロス・ムニョスらが共にプレーした当時、リーベル・プレートは"La Maquina"（機械）と呼ばれた。
1959年、ラブルナは515試合で293得点という記録を残してクラブを離れ、ランプラ・ジュニオルス、CAプラテンセ、CSDランヘルスなどでプレー。43歳で引退した。
アルゼンチン代表として37試合に出場。1955年のコパ・アメリカで優勝したほか、40歳で迎えたスウェーデンW杯にも招集された。しかし、同世代の選手と同じように第二次世界大戦によって他のワールドカップに出場することは出来なかった。
引退後はアシスタントコーチや監督などを務め、リーベル・プレートやCAプラテンセ、CAロサリオ・セントラル、ラシン・クルブ、CAラヌース、CAチャカリタ・ジュニアーズ、AAアルヘンティノス・ジュニアーズなどの指揮を執った。ロサリオ・セントラルでは、1971年にクラブ初の優勝に導いた。
1981年にリーベル・プレートの監督を退任し、1983年に死去。ブエノスアイレスに埋葬された。毎年、リーベル・プレートのファンはラブルナの誕生日である9月28日を祝っている。

## タイトル

### クラブ
CAリーベル・プレート
- アルゼンチンリーグ : 1941, 1942, 1945, 1947, 1952, 1953, 1955, 1956, 1957
- コパ・アルダオ : 1941, 1945, 1947

### 代表
アルゼンチン代表
- 南米選手権 : 1946, 1955